# L'avvocato del terrore
L'avvocato del terrore (L'avocat de la terreur) è un film documentario del 2007 diretto da Barbet Schroeder, sulla controversa figura di Jacques Vergès.
È stato presentato nella sezione Un Certain Regard alla 60ª edizione del Festival di Cannes.

## Intervistati
Nel documentario sono presenti interviste alle seguenti persone (in ordine alfabetico):
- El Djohar Akrour, ex condannata a morte algerina
- Abderrahmane Benhamida, ex condannato a morte algerino
- Bachir Boumaza, ex ministro algerino
- Miloud Brahimi, avvocato della Lega dei Diritti dell'Uomo
- Louis Caprioli, Direction de la Surveillance du Territoire (DST)
- Nuon Chea, "fratello" n. 2 dei khmer rossi
- Isabelle Coutant-Peyre, avvocato attuale di Carlos
- Jean-Paul Dollé, filosofo
- Zohra Drif, parlamentare algerina
- Lionel Duroy, giornalista e scrittore
- Claude Faure, agente dei servizi segreti francesi (SDECE)
- David Fechheimer, investigatore di San Francisco
- Horst Franz, capo della sezione XXII (antiterrorismo) della Stasi
- Rolande Girard-Arnaud, amica di Vergès
- Ahmed Huber, nazista svizzero, musulmano e giornalista
- Tep Khunal, rappresentante dei khmer alle Nazioni Unite
- Hans-Joachim Klein, terrorista pentito
- Magdalena Kopp, compagnia di Johannes Weinrich, poi moglie di Carlos
- Alain Marsaud, procuratore all'epoca dell'arresto di Magdalena Kopp
- Gilles Ménage, capo di gabinetto del presidente François Mitterrand
- Claude Moniquet, storico
- Raymond Muelle, colonnello dei servizi segreti francesi (SDECE)
- Anis Naccache, al servizio dell'OLP e poi dell'Iran
- Karim Pakradouni, capo del partito libanese Kataeb
- Yacef Saadi, comandante dell'FLN
- Khieu Samphan, "fratello" n. 4 dei khmer rossi
- Oliver Schröm, giornalista
- Siné, vignettista
- Mahab Suleiman, membro dell'FPLP
- Martine Tigrane, avvocato dello studio di Oussedik, del collettivo dell'FLN
- Patricia Tourancheau, giornalista
- Neda Vidakovic, amica e assistente di Vergès dal 1979 al 1982
- Tobias Wunschik, storico, specialista dei documenti della Stasi

Appaiono solo in materiale di repertorio:
- Carlos, terrorista (solo voce)
- Bassam Abou Charif, braccio destro di Waddi Haddad
- François Genoud, nazista svizzero
- Pol Pot, "fratello" n. 1 dei khmer rossi

## Riferimenti ad altre opere
Nel corso del documentario viene mostrata una sequenza del film La battaglia di Algeri (1966) di Gillo Pontecorvo.

## Distribuzione
Il film è stato distribuito in DVD nel 2009 da Feltrinelli, all'interno della collana Real Cinema, accompagnato dal volume L'ombra della giustizia, composto da un'introduzione di Marcello Flores, vari estratti dal press-book del film, i testi Jacques Vergès, profilo di un personaggio inquietante di Enrichetta Buchli e L'icona del terrorismo di Luigi Bonanate (tratto dal libro Il terrorismo come prospettiva simbolica, 2006).

## Riconoscimenti
- Premi César 2008: miglior documentario